# Bode Deuren-Shimano
El Bode Deuren-Shimano va ser un equip ciclista neerlandès que va competir professionalment el 1978. Hi van córrer ciclistes com Cees Bal, Horst Schütz i Serge Demierre.

## A les grans voltes
- Volta a Espanya
  - 1 participacions (1978)
  - 0 victòries d'etapa: